# مطرانية حلب للأرمن الأرثوذكس
مطرانية حلب للأرمن الأرثوذكس وتسمّى أيضًا أبرشية بيرويا (بالأرمنية: Բերիո Հայոց Թեմ)‏ هي واحدة من أقدم الأبرشيات التابعة للكنيسة الأرمنية الرسولية الواقعة خارج الأراضي الأرمنية التاريخية، تتبع الكرسي الرسولي الأرمني في قيليقية، وتغطّي مجموعة من المحافظات السورية وهي: حلب ودير الزور وإدلب واللاذقية والرقة والحسكة. اكتسبت تسميتها «بيرويا» عندما تم تغيير اسم مدينة حلب إلى بيرويا (Βέροια) عام 301 قبل الميلاد من قبل سلوقس الأول، واستمرت تدعى بهذا الاسم حتى الفتح العربي لسوريا عام 637 م. تُعتبر كاتدرائية الأربعين شهيد المكرّسة على اسم «شهداء سبسطية» مقرًا دينيًا للمطرانية.

## التاريخ
يعود وجود الأرمن في شمال سوريا إلى القرن الأول قبل الميلاد. تحت حكم ديكرانوس الثاني، دخل الأرمن سوريا وتم اختيار مدينة أنطاكية كواحدة من العواصم الأربعة للإمبراطورية الأرمنية قصيرة العمر.
في العصور الوسطى، تعرضت أرمينيا للغزو من قبل الخلافة العربية الإسلامية خلال النصف الأول من القرن السابع. نقلت الدولة الأموية الآلاف من الأرمن ليخدموا سلطة الخلافة في عدة مناطق من سوريا.
وصلت موجة أخرى من المهاجرين الأرمن إلى قيليقية وشمال سوريا خلال النصف الثاني من القرن الحادي عشر، عندما غزا الأتراك السلاجقة أرمينيا. استقر معظم الأرمن في قيليقية حيث أسسوا مملكة أرمينيا الصغرى. فضّل العديد من الأرمن الآخرين الاستقرار في شمال سوريا. تشكلت أحياء خاصة بالأرمن خلال القرن الحادي عشر في مُدُن أنطاكية، حلب، عنتاب، مرعش، كلس، ومدن أخرى.

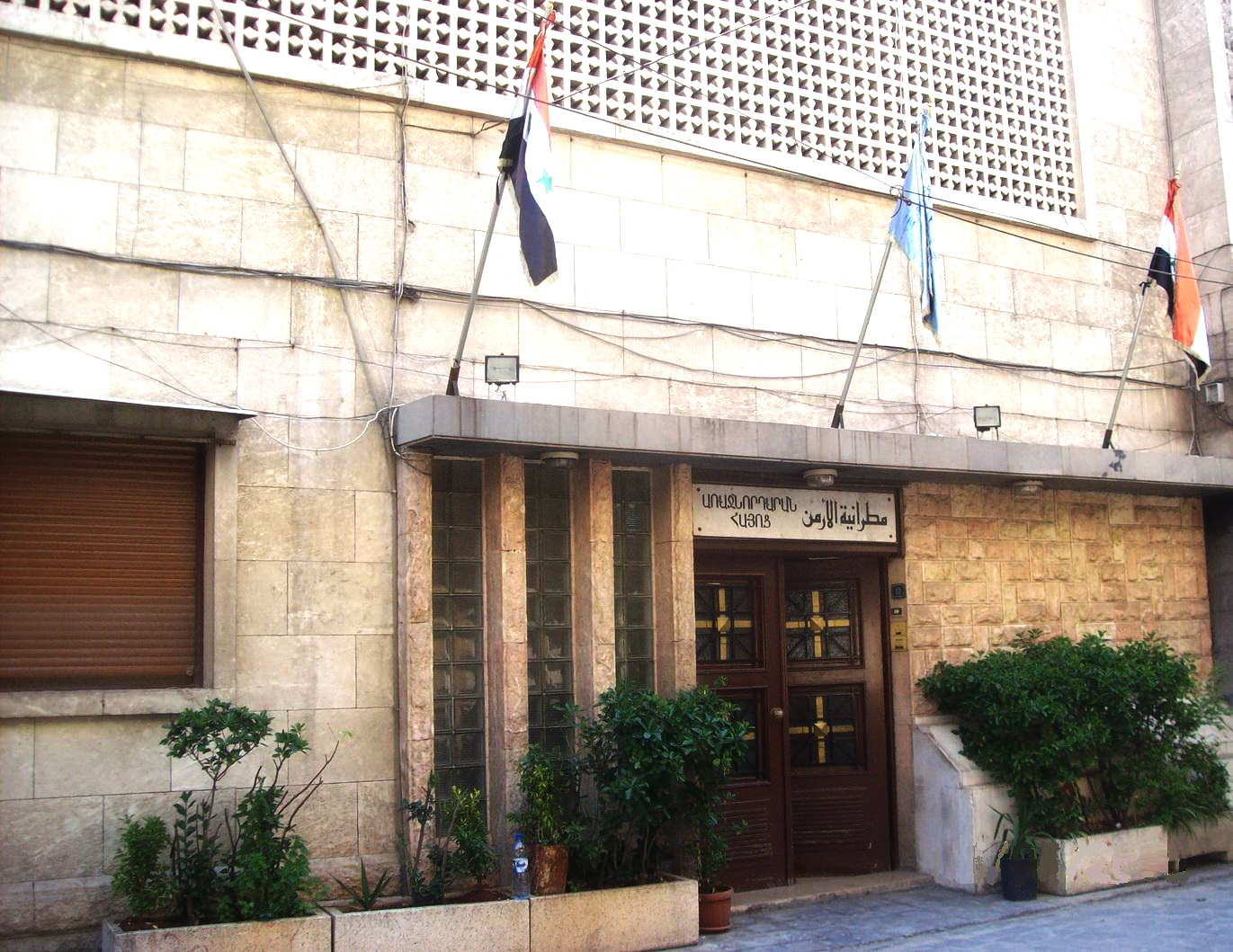
المقر الإداري التاريخي لأبرشية بيرويا في حلب

انخفض عدد الأرمن في سوريا والمناطق المحيطة بها بشكل كبير بعد غزو المغول الذين قادهم هولاكو خان عام 1260.

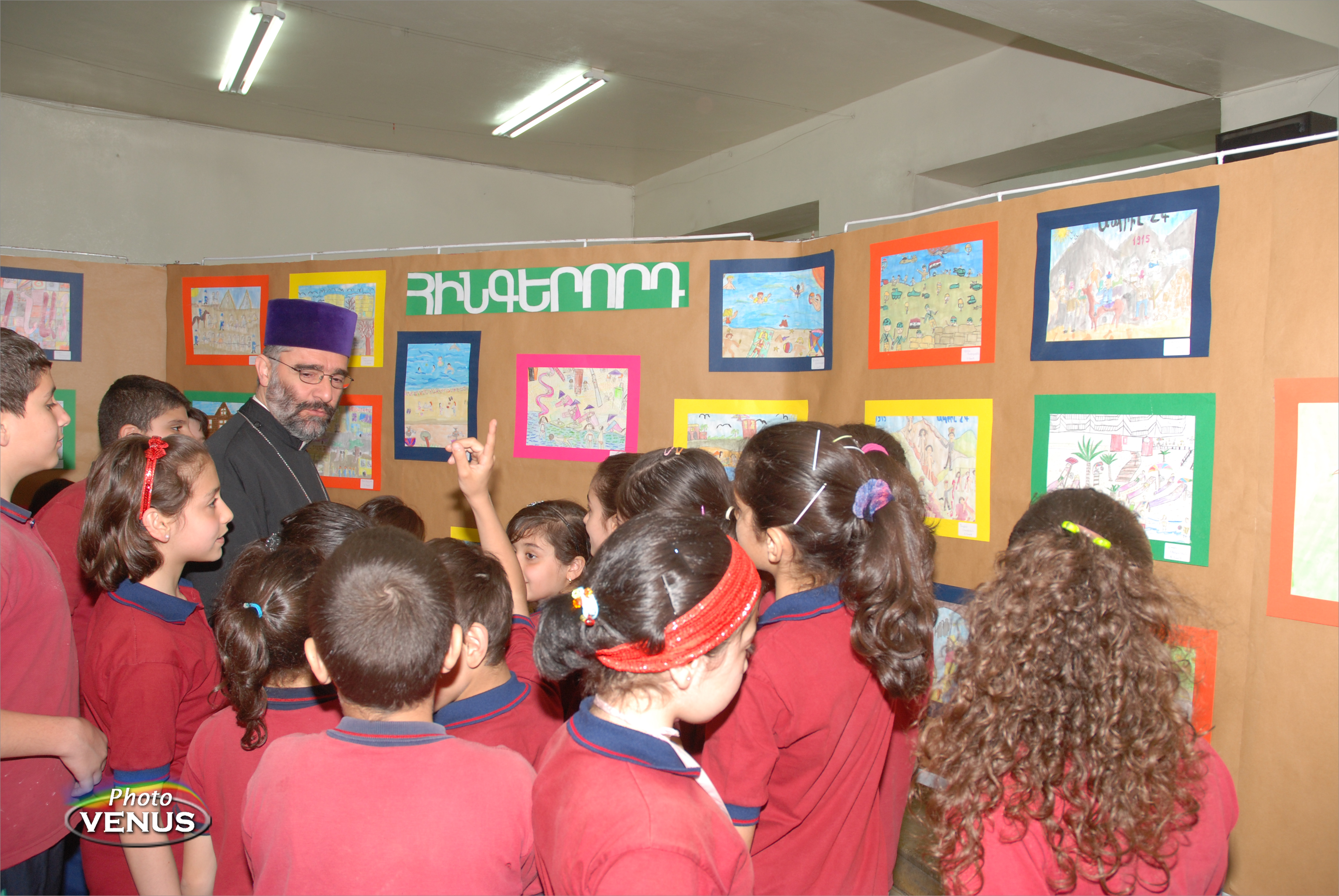
أطفال مدارس يُحيطون بالمطران السابق شاهان سركيسيان.

بعد تراجع سلطة مملكة أرمينيا الصغرى خلال القرن الرابع عشر، وصلت موجة جديدة من المهاجرين الأرمن من قيليقية ومدن أخرى في شمال سوريا إلى حلب. لقد طوّر الأرمن تدريجياً مدارسهم وكنائسهم ليصبحوا مجتمعًا منظمًا جيدًا خلال القرن الخامس عشر.
تأسست أبرشية بيرويا الأرمنية عام 1432 في حلب. أصبح حوفكيم من برويا أول أسقف في المدينة، وكان بمثابة رئيس أبرشية بين 1432 و 1442.
كان العدد التقديري لرعايا الأبرشية في جميع أنحاء سوريا حوالي 70,000 أرمني قبل اندلاع الحرب الأهلية السورية.

## كنائس نشطة
فيما يلي قائمة بالكنائس في سوريا التي تعمل تحت اختصاص مطرانية حلب، إلى جانب موقعها وسنة تكريسها:
- كاتدرائية الأربعين شهيد، حلب، 1491.
- كنيسة كريكور المنور، حلب، 1933.
- كنيسة القديس يعقوب، حلب، 1943.
- كنيسة القديس كيفورك، حلب، 1965.[4] (أحرقتها ميليشا الجيش السوري الحر أثناء الحرب الأهلية السورية).
- كنيسة السيدة مريم العذراء، حلب، 1983.
- كنيسة أم الرب المقدسة، اللاذقية، 1755.[5] أعيد بناؤها في أربعينيات القرن الماضي وأعيدت تسميتها بعد أم الرب المقدسة.
- كنيسة أم الرب المقدسة، كسب، غير معروفة، تم تجديدها عام 1880.
- كنيسة أم الرب المقدسة في كرادوران، كسب، 1890، أعيد بناؤها في عام 2009.
- كنيسة القديسة آنا، قرية اليعقوبية، 1380،[6] خاضعة لسيطرة جبهة النصرة منذ 2012.
- كنيسة مار جرجس، قرية غنيمية، النصف الأول من القرن الثامن عشر، تم تجديدها عام 1875[7]
- كنيسة القديس ستيفانوس، قرية عرامو، 1310.
- كنيسة الصليب المقدس، تل أبيض، 1932[8] (تعرضت للضرر من قبل تنظيم الدولة الإسلامية)
- كنيسة شهداء الأرمن، دير الزور، 1991، (دُمرت بالكامل تقريبًا من قبل تنظيم داعش)

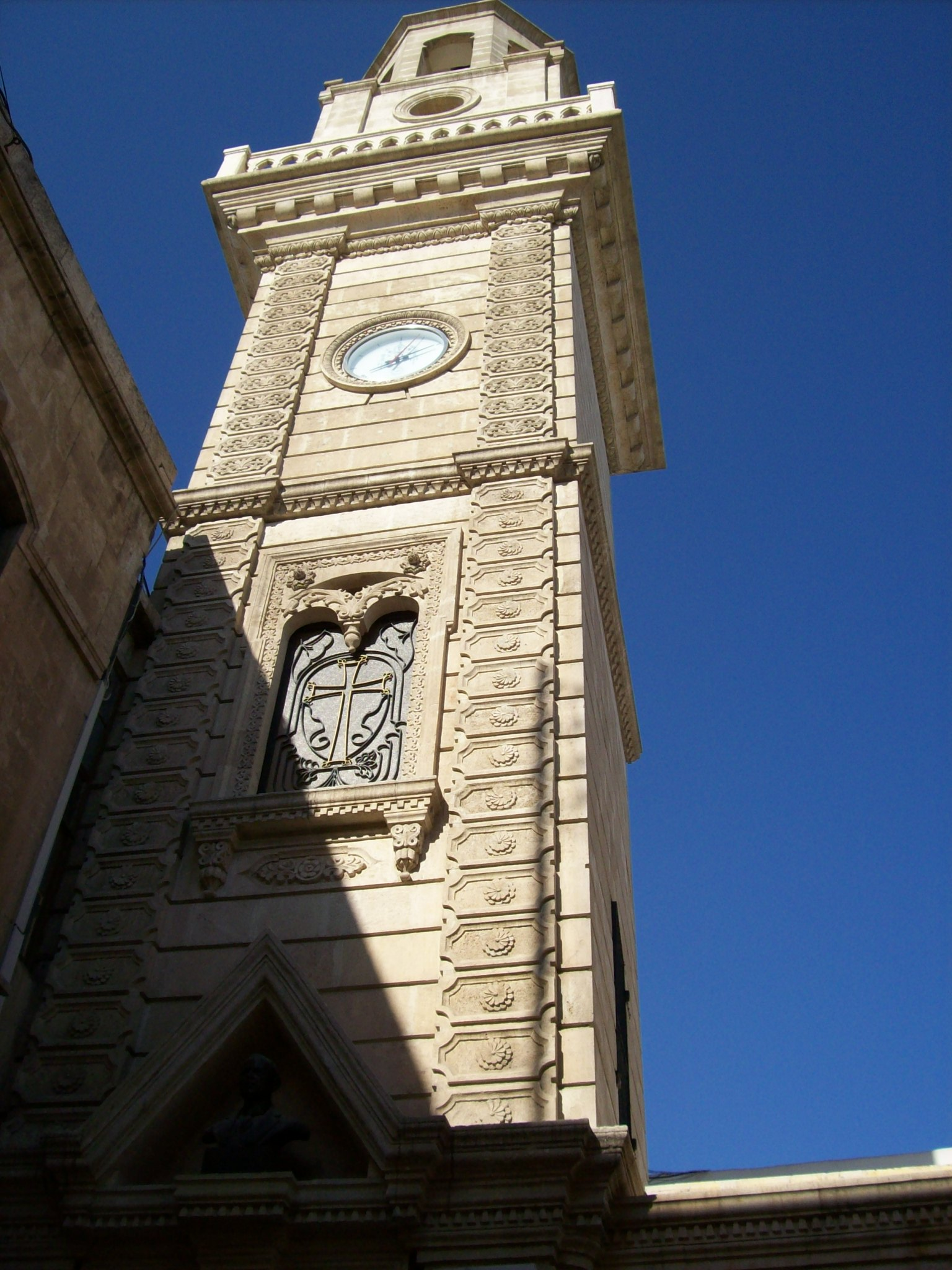
كاتدرائية شهداء الأربعين ، حلب ، 1491
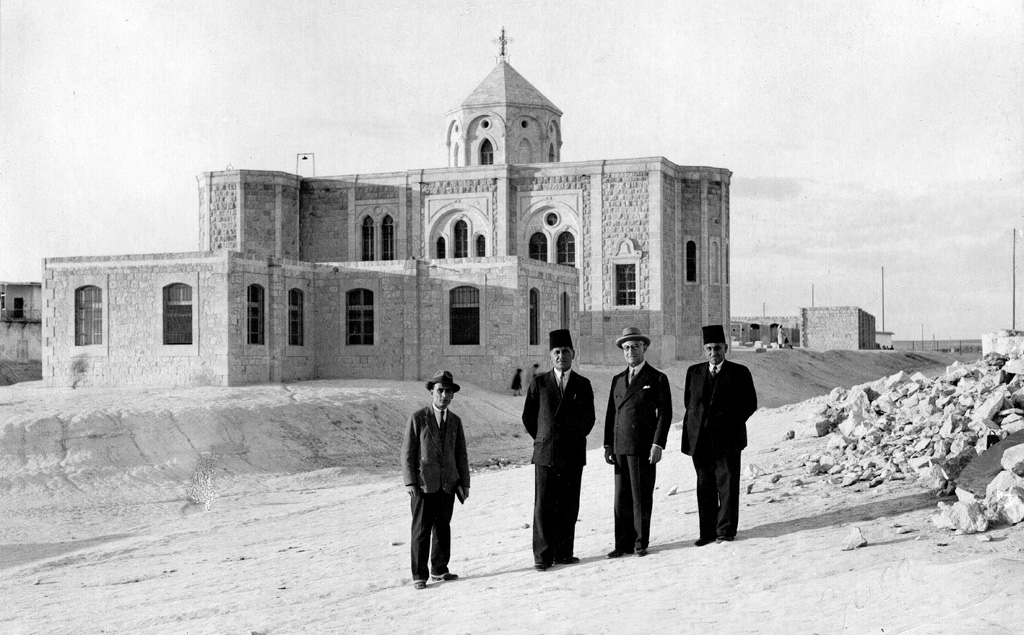
كنيسة القديس غريغوريوس المنور ، حلب
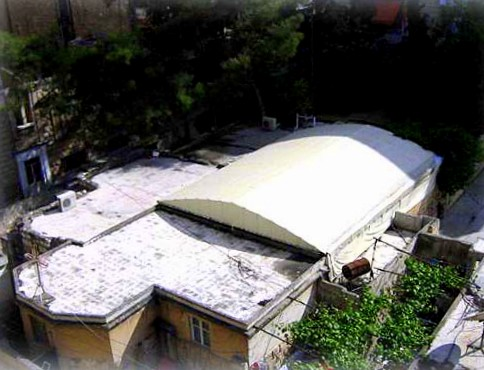
كنيسة سورب هاكوب ، حلب ، 1943
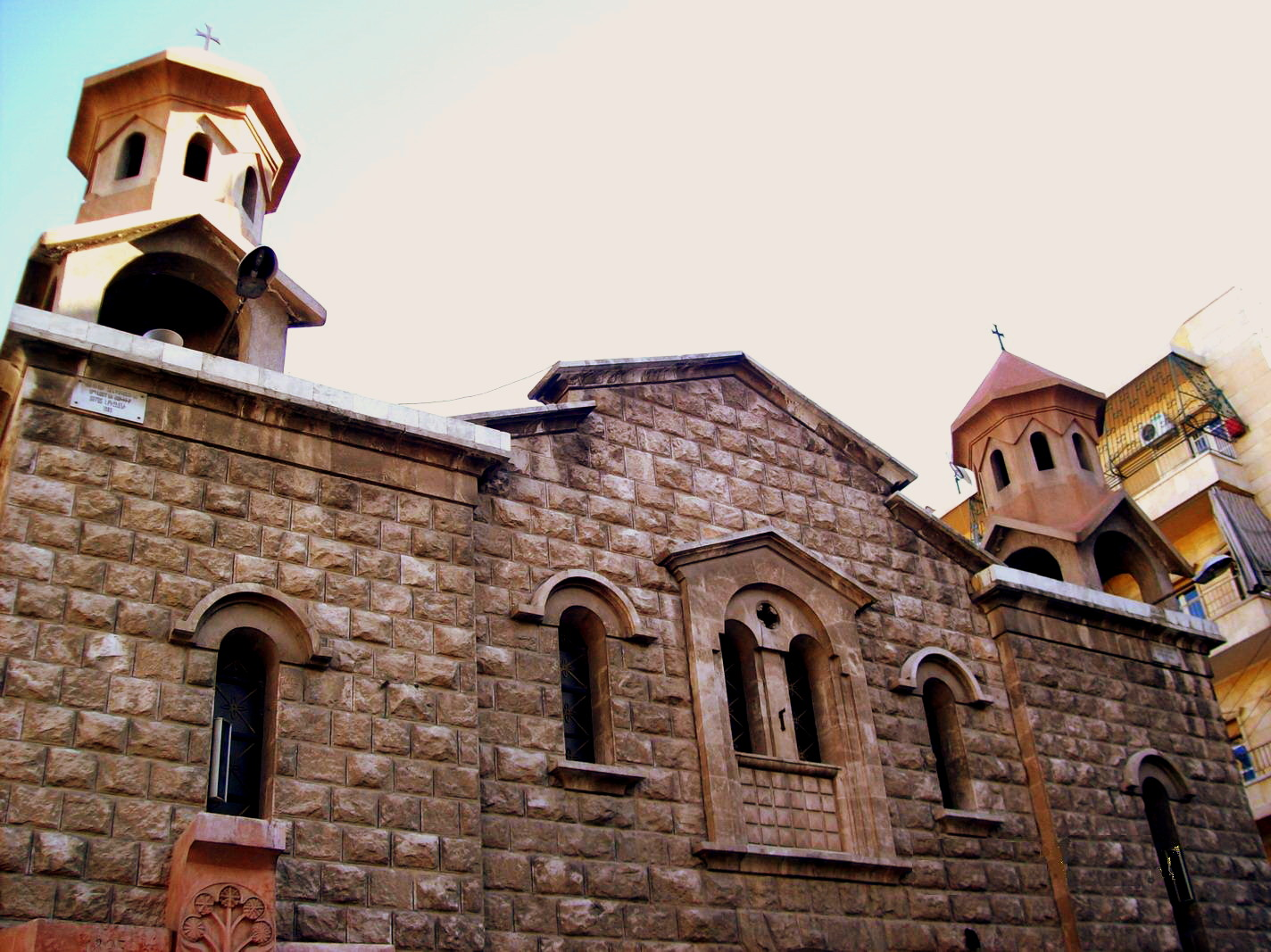
كنيسة القديس كيفورك، حلب، 1965
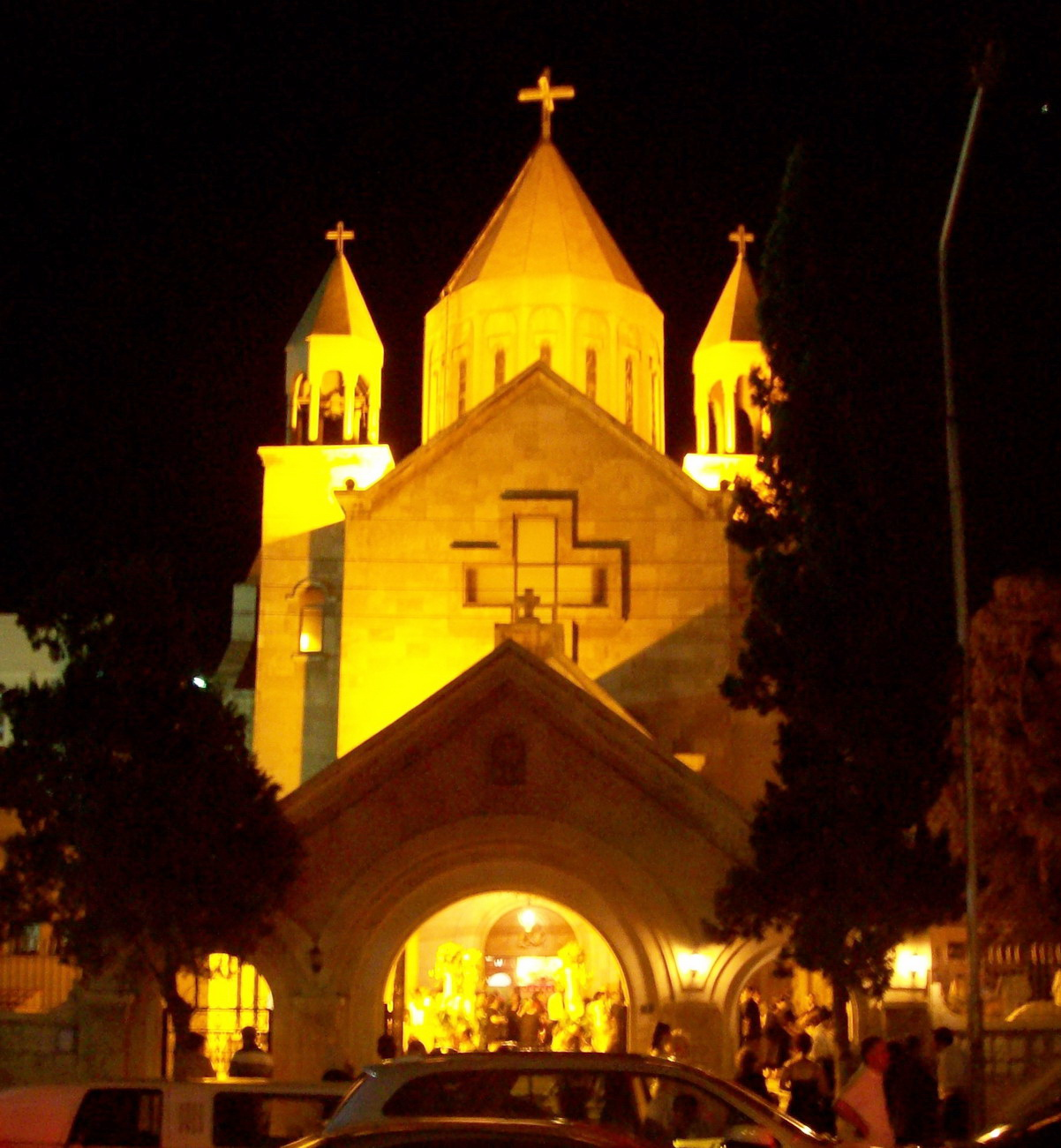
كنيسة أم الرب المقدسة ، حلب ، 1983
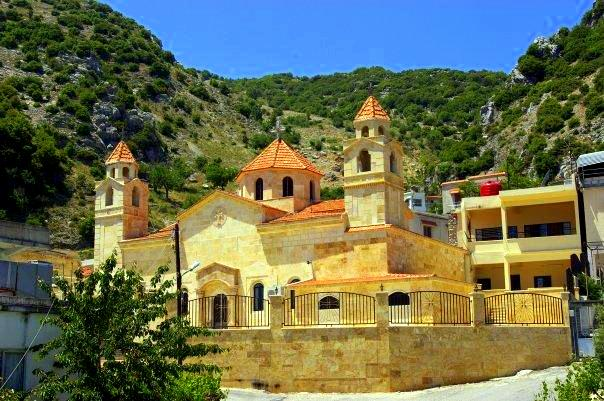
كنيسة أم الرب المقدسة ، كساب ، غير معروفة ، تم تجديدها عام 1880
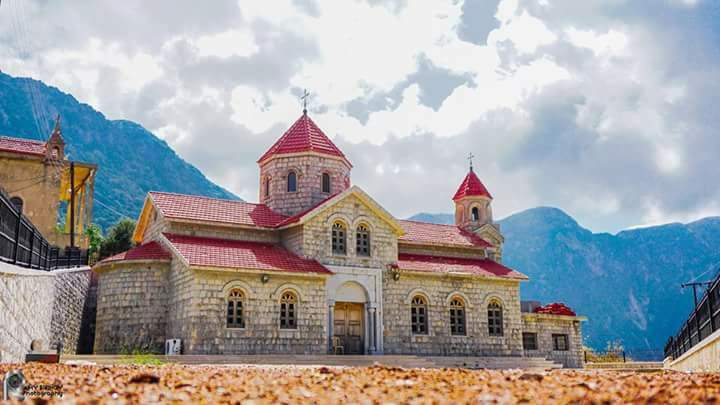
كنيسة أم الرب المقدسة في كرادوران ، كساب ، 1890 ، أعيد بناؤها في عام 2009
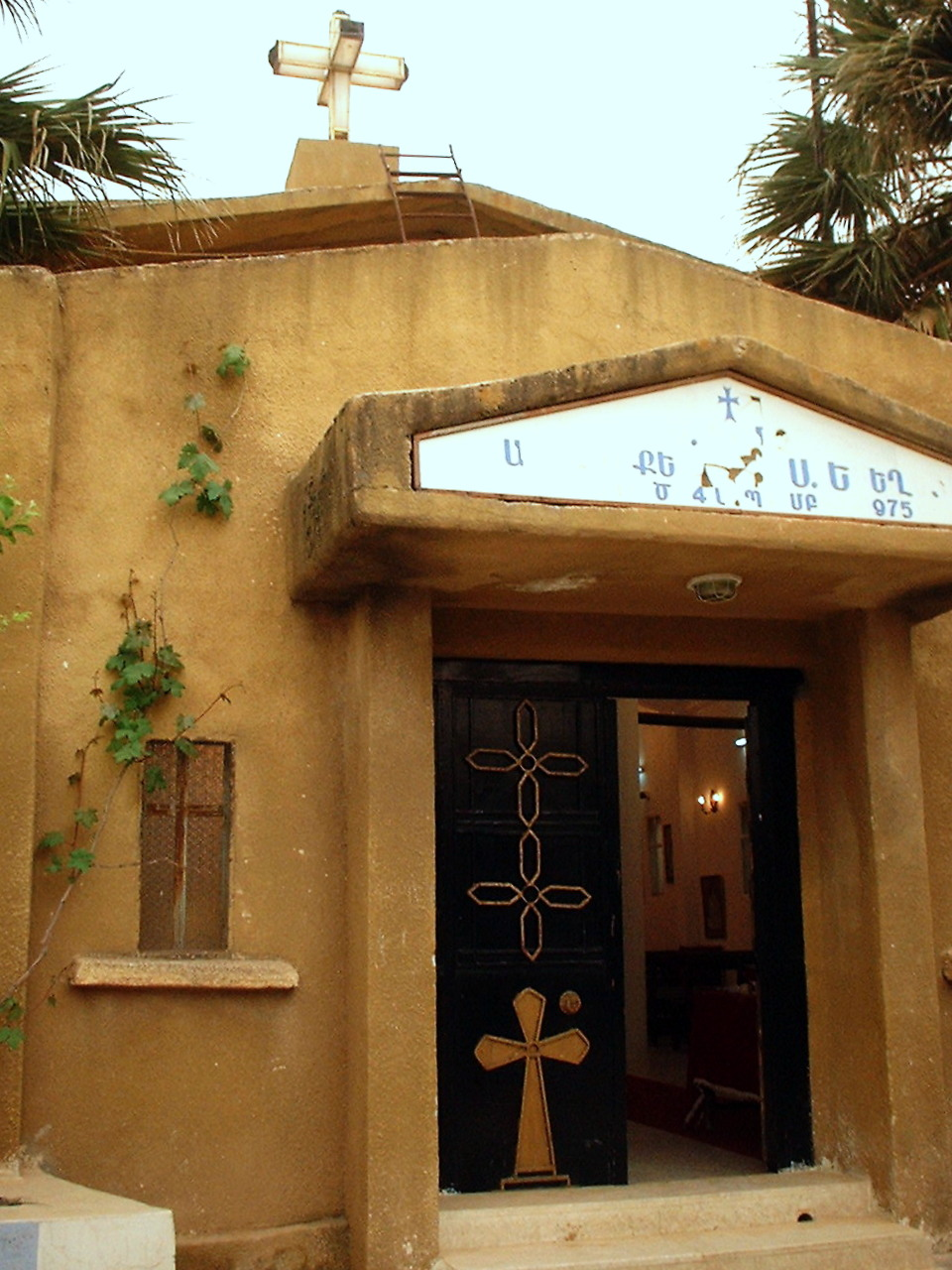
كنيسة الصليب المقدس ، تل أبيض ، 1932
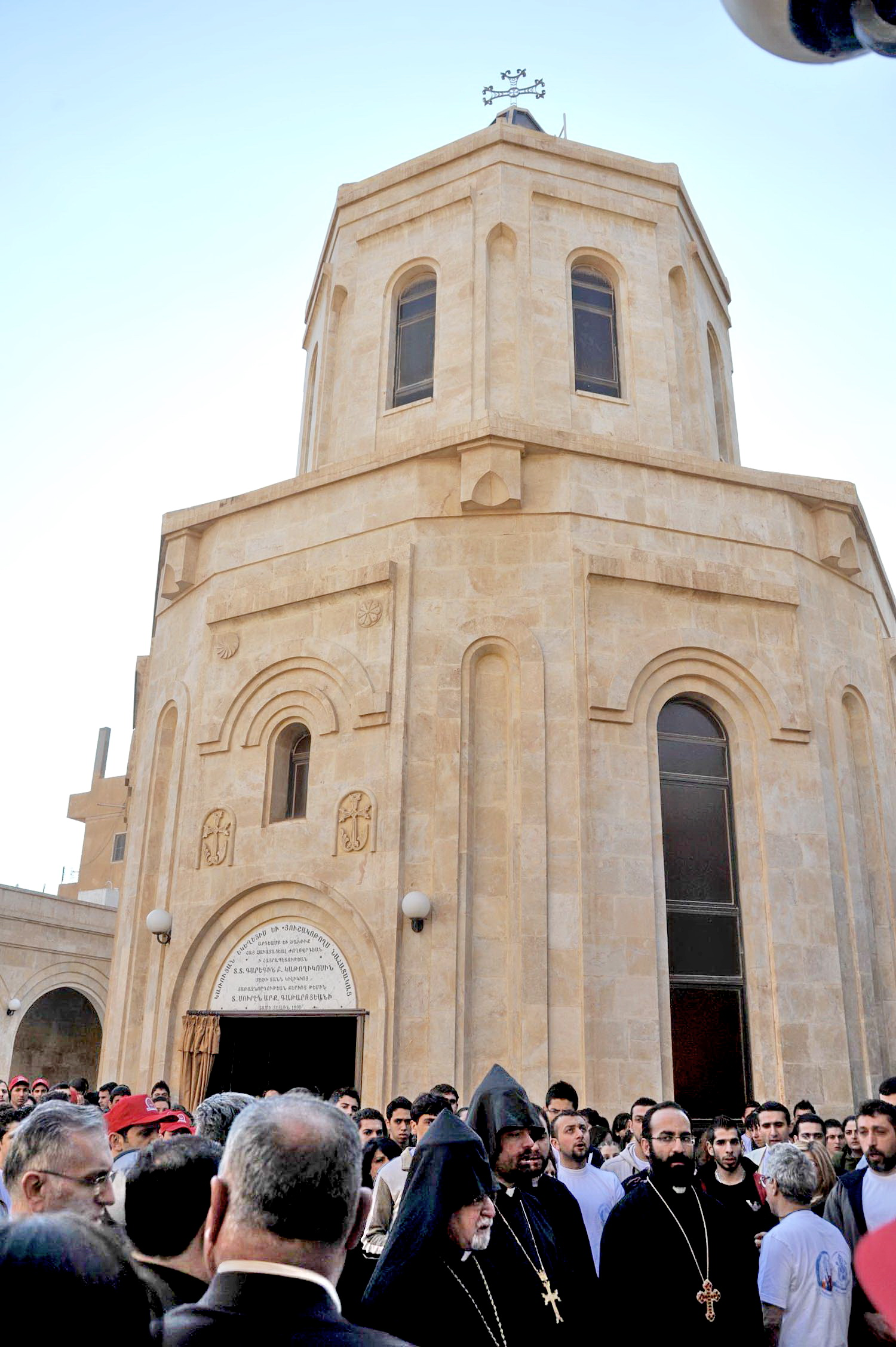
الكنيسة التذكارية لشهداء الإبادة الجماعية الأرمنية ، دير الزور ، 1991

### المصليات
- مصلى القديس ستيفانوس، كسب، 909.
- كنيسة العذراء مريم في كسب، أربعينيات القرن العشرين.
- مصلى القيامة المقدسة، قرية مركدة، 1995.[9]

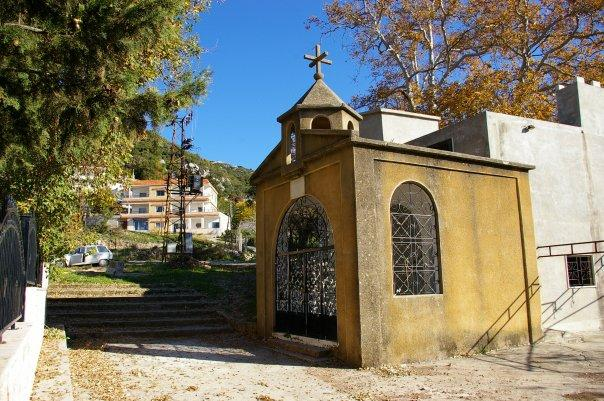
كنيسة العذراء مريم في كسب
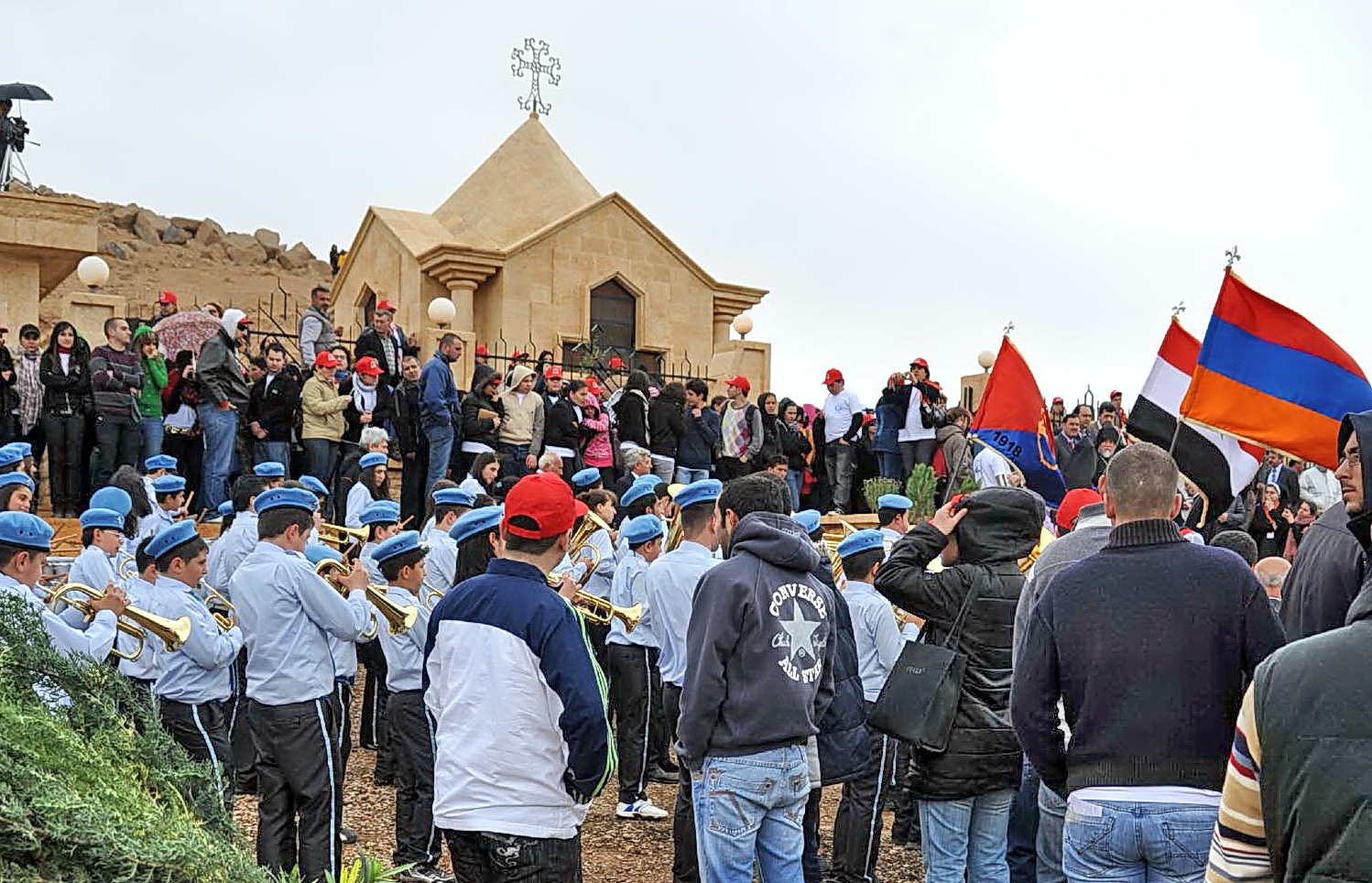
مصلى القيامة المقدسة، مركدة، 1995